# Тёпель, Йёрдис
Йёрдис Виктория Тёпель (швед. Hjördis Viktoria Töpel; 4 января 1904, Гётеборг — 17 марта 1987, Гётеборг) — шведская прыгунья в воду и пловчиха, двукратный бронзовый призёр летних Олимпийских игр 1924 года.

## Биография
Йёрдис Виктория Тёпель родилась в 1904 году в Гётеборге в семье типографа и книгопечатника Виктора Эмануэля и Матильды Йозефины Тёпель. У неё было шесть братьев и две сестры, в том числе младшая сестра Ингегард (1906—1988), которая также стала прыгуньей в воду. Йёрдис выступала за клуб Gothenburg SK Najaden.
На летних Олимпийских играх 1924 года в Париже Тёпель завоевала бронзовую медаль в прыжках в воду с десятиметровой вышки, уступив американкам Кэролайн Смит и Элизабет Беккер-Пинкстон. Она также заняла третье место в эстафете 4×100 метров плаванием вольным стилем в составе сборной Швеции. Таким образом Тёпель и американка Эйлин Риджин стали первыми спортсменками, завоевавшими медали в двух разных видах спорта в рамках одних Олимпийских игр.
Тёпель также принимала участие в летних Олимпийских играх 1928 года в Амстердаме в соревнованиях по прыжкам в воду с десятиметровой вышки вместе с сестрой Ингегард, однако они обе не заняли призовых мест. 
Йёрдис Тёпель несколько раз была чемпионкой Швеции по плаванию вольным стилем и брассом. Она также побеждала на Чемпионате северных стран в плавании и прыжках в воду. Установила национальные рекорды на дистанции 100 метров вольным стилем и 200 метров брассом в 1923 году и на дистанции 400 метров вольным стилем в 1930 году.
После завершения спортивной карьеры Йёрдис Тёпель работала в офисе. Она ушла из жизни в 1987 году на 84-м году жизни.